# Twierdzenie Steinera-Lehmusa

Twierdzenie Lehmusa-Steinera jest twierdzeniem planimetrii sformułowanym przez C. L. Lehmusa i udowodnionym przez Jakoba Steinera.  
Jeżeli w trójkącie długości dwóch dwusiecznych są równe, to trójkąt jest równoramienny.
Twierdzenie to jest zaskakująco trudne w dowodzie i zostało po raz pierwszy sformułowane w 1840 roku przez C. L. Lehmusa w liście do C. Sturma. C. Sturm przekazał to zapytanie J. Steinerowi, który podał jeden z pierwszych jego dowodów.